# Сіра акула гладенькозуба
Сіра акула гладенькозуба (Carcharhinus leiodon) — акула з роду Сіра акула родини сірі акули. Інші назви «гладенька чорнокінцева акула».

## Опис
Загальна довжина досягає 1,2 м. Доволі схожа на чорноперу рифому акулу. Голова відносно коротка. Морда загострена. Очі маленькі, круглі, з мигательною перетинкою. У ніздрів є носові клапани у вигляді трикутних шкіряних складок. Рот серпоподібний. У кутах рота є губні борозни. Особливістю є будова зубного апарату. Зуби вузькі, вертикальні, з рівними крайками. На обох щелепах по 14-15 рядків зубів. У неї 5 пар зябрових щілин. Тулуб кремезний, веретеноподібний. шкіра луска трохи перекриває одна одну, з 3 горизонтальними хребцями. Грудні плавці довгі, трохи серпоподібні, з гострими кінчиками. Має 2 спинних плавця. Передній спинний плавець значно перевершує задній. Має середнього розміру, трикутної форми. Задній спинний плавець розташовано навпроти анального плавця. Хвостовий гетероцеркальний, верхня лопать більш витягнута ніж нижня.
Забарвлення спини сіре або жовтувато-коричневе із зеленим відливом. Ні тілі розкидані темні плямочки. З боків, від заднього спинного плавця до кінчика верхньої лопаті хвостового плавця, проходить ледь помітна темна смуга. Усі плавця мають темну облямівку та чорні кінчики. Звідси походить інша назва цієї акули.

## Спосіб життя
Воліє до прибережних вод, мілини, гирл річок. Живиться дрібними костистими рибами, кальмарами, каракатицями, ракоподібними, морськими червами.
Статева зрілість настає при розмірах 0,9-1,2 м. Це живородна акула.
Не становить загрози для людини.

## Розповсюдження
Мешкає біля Аравійського півострова — в Аденській затоці, у Перській затоці (узбережжя Саудівської Аравії та Кувейту).